# Bernartice, Jeseník
Bernartice là một làng thuộc huyện Jeseník, vùng Olomoucký, Cộng hòa Séc.